# Clemente Gaddi
Clemente Gaddi (* 23. Dezember 1901 in Mandello del Lario; † 7. November 1993) war ein italienischer Geistlicher und römisch-katholischer Erzbischof.

## Leben
Clemente Gaddi empfing das Sakrament der Priesterweihe am 18. September 1926.
Am 24. Juni 1953 ernannte ihn Papst Pius XII. zum Bischof von Nicosia in Sizilien. Die Bischofsweihe spendete ihm am 6. September desselben Jahres Felice Bonomini, Bischof von Como; Mitkonsekratoren waren Guglielmo Bosetti, Weihbischof in Brescia, und Giacomo Zaffrani, Bischof von Guastalla. Am 21. Juli 1962 berief Papst Johannes XXIII. ihn zum Koadjutorerzbischof von Syrakus und zum Titularerzbischof von Darnis.
Papst Paul VI. ernannte ihn am 25. September 1963 unter Beibehaltung des Erzbischofstitels als persönlichem Titel zum Bischof von Bergamo. Dort erwarb sich Gaddi den Ruf eines besonders volksnahen Bischofs. Von 1962 bis 1965 nahm er am Zweiten Vatikanischen Konzil teil.
Am 20. Mai 1977 nahm Papst Paul VI. sein altersbedingtes Rücktrittsgesuch an.
Clemente Gaddi starb am 7. November 1993 im Alter von 91 Jahren. In seiner Heimatstadt Mandello di Lario wurde die Piazza Monsignor Clemente Gaddi nach ihm benannt.